# IC 3991
IC 3991 је елиптична галаксија у сазвјежђу Береникина коса која се налази на листи објеката дубоког неба у Индекс каталогу.
Деклинација објекта је + 28° 55' 33" а ректасцензија 12h 59m 39,8s. Привидна величина (магнитуда) објекта IC 3991 износи 14,5 а фотографска магнитуда 15,5. IC 3991 је још познат и под ознакама MCG 5-31-72, CGCG 160-78, PGC 44632.